# مشروع بلوم فيوليت
|                         |  |  |
| موريس فيوليت وليون بلوم |  |  |

مشروع بلوم فيوليت (بالإنجليزية: Blum-Viollette proposal)‏ هو مشروع قانون سمي بهذا الاسم نسبة إلى ليون بلوم؛ وموريس فيوليت الذي كان حاكما عاما
على الجزائر خلال العشرينات، وأصبح عضوا في مجلس الشيوخ وقيادي في الحزب الاشتراكي الفرنسي ونظرا لخبرته بالشؤون الجزائرية. قدّم سنة 1936م مشروعا عرف بمشروع فيوليت، يتكون من ثمانية فصول وخمسين مادة تتضمن إصلاحات دستورية بإعطاء حقوق متساوية بين الفرنسيين والجزائريين، وإصلاح التعليم، وإصلاحات زراعية، وإلغاء المحاكم الخاصة بالجزائريين، وإنشاء وزارة الشؤون الإفريقية، وزيادة عدد الجزائريين في المجالس المحلية، بالإضافة إلى إصلاحات أخرى. ومنح الجنسية الفرنسية لبعض المثقفين الجزائريين.

## الفصل الأول
إن الأراضي التي تصرف أعراش الصحراء والتل من البلاد الجزائرية بأي حجة كان قد صار
ملكها مستقلا لأهل الأعراش المذكورة إن لم ينقطع التصرف المذكور منذ ابتداء
استقرارهم فيها إلى الآن وكان ذلك معروفا بالتواتر ثم أن المعاملات والتقسيمات
والتنقيصات التي قد جرت في أمر الأراضي بين الدولة وأهل البلاد الجزائرية تبقى
مقررة ثابتة لارجوع فيها.

## الفصل الثاني
أن وكلاء الدولة المكلفين بتدبير
الأمور الأتي ذكرها يشرعون فيها بلا توان أولا يحددون الأراضي التي لأعراش الصحراء
والتل ثانيا يقسمون أرض كل عرش من أعراش بلاد التل وغيرها من الأوطان القابلة
للحراثة ويوزعونها على الدواير التي يشتمل عليها العرش المذكور بعد تعيين الأراضي
التي يلزم بقاوها على حالها من مسارح للأنعام وغير ذلك ليكون منفعتها عامة لأهل
العرش المذكورة ثالثا يقسم الوكلاء القطعة الحاصلة لكل دوار ويفردون أقسامها لأهل.

## الفصل الثالث
سيصدر قانون من طرف ديوان مشورة الدولة يتعين فيه كل ما يتعلق بالأمور الآتي ذكرها
وهي أولا كيفية العمل في تحديد أرض كل عرش ثانيا كيفية العمل في تقسيم أرض كل عرش ثالثا اعطاء الجزائريين الحق في الحياة
بين الدواوير التي يشتمل عليها العرش المذكور وكيفية العمل حين يريد أهل الدوار
نقل أملاكهم إلى غيرهم وذكر شروط ذلك كله ثالثا كيفية العمل والشروط اللازمة في
تقرير ملكية الأقسام لأهل الدواوير وأشخاصها على حسب حقوقهم المتقدمة ونظرا إلى
عوائد الوطن وكيفية إصدار رسوم التليك لهم من ديوان الدولة.

## الفصل الرابع
إن المطالب المخزنية وأنواع اللوازم
التي يجب دفعها على الأعراش المستفزين في تلك الأراضي لاتزار الدولة تقبضها كما
تقدم ….. يصدر بخلاف ذلك أوامر سلطانية في صورة قوانين من طرف مشورة الدولة.

## الفصل الخامس
إن حقوق الدولة في أملاك العامة
وحقوق كل من كان مستقلا بملكك …. لا تغبرها وكذلك لا تغير في حال الأملاك التي
تسمى الدومين العامى وقد ذكرت أنواعها في الفصل الثاني من القانون الشرعي المؤرخ
12 جوان سنة 1851 كما لا تغير في حال الأملاك الخاصة بالدولة ولا سيما فيها يتعلق
بغابات الأشجار الكبيرة والصغيرة كما هو مقرر في القسم الرابع من الفصل الرابع من
القانون المذكور.

## الفصل السادس
قد نقص وابطل القسم الثاني والقسم
الثالث من الفصل الرابع عشر من القانون الشرعي المؤرخ 12 جوان سنة 1851 المتضمن
تثبيت ملكية الأملاك التي في البلاد الجزائرية لكن الأراضي التي يقسمها وكلاء
الدولة بين أهل الدواير لا يجوز انتقالها لغيرهم إلا منذ يوم صدور الرسوم المتضمنة
تقريرها لهم ملكا مستقلا.

## الفصل السابع
لا تغير فيما سوى ذلك من الشروط
المعينة في القانون الشرعي 12 جوان 1851 ولا سيما الشروط المختصة بشأن …… وجبر
الدولة الناس على بيع أملاكهم كلما تدعوها إلى ذلك المصلحة العامة